# Super Chikan
Super Chikan (Darling, 1951. február 16. –), amerikai delta blues gitáros.

## Pályafutása
James „Super Chikan” Johnson 1951-ben született a Mississippi-deltában, és a környékbeli vidéki városokban nőtt fel. A család csirkéinek kitartó hajkurászása nyomán hamarosan ráragadt a „csirke” becenév. A becenév másik fele egy taxisofőr szüleménye. Annak gyorsasága miatt lett „Super Chikan”.
Super Chikan stülei tizenegy gyermekének egyike volt. Zenész családból származott. Nagyapja helyi zenekarokban hegedült, egyik nagybátyja, „Big” Jack Johnson pedig nemzetközileg is ismert blues-zenész volt. Johnson első zenei kapcsolata a delta blues zenészek körében népszerű vonós hangszerek építésén és játékán keresztül történt. 13 éves korában egy használt gitárt kapott. Barátai és családtagjai megtanították hangszere használatára. Basszusgitározni kezdett a helyi klubokban.
Miközben kamionsofőrként dolgozott, sok időt töltött időt saját dalok írásával. 1997-ben  rögzítette első albumát (Blues Come Home to Roost). A lemezen Johnson megmutatta, hogy képes keverni a bluest különböző zenei stílusokkal, countryval, funkkal és rockkal. Szövegei is újszerűen eredetiek voltak: humorral és komolysággal egyaránt beszéltek a kor életéről. A lemez magával ragadta a kritikusokat és a blues közönséget: az 1998-as „Living Blues Magazine” a legjobb blues-albumként díjazta.
Az első lemez sikerétől kezdve szóló fellépésekkel és együttesével fesztiválokon és klubokban, az Egyesült Államokban és Európában is szerepelt. Közben is folyamatosan adta ki a felvételeit.
A nagyapjától (aki hangszereket épített és horgászcsalikat készített), eltanulta saját gitár és más hangszerek készítését. Az eldobott gitárdarabokat akár a hadsereg gázpalackjaival kombinálta, létrehozta a „Chikantars”, teljesen használható gitárokat készített, amelyeket fellépésein is használ. Kézzel fest minden hangszert, amelyeket a Mississippi Delta jeleneteivel díszíti. 2005-ben művészeti díjat is kapott a Mississippi Művészeti Bizottságtól (Artist Fellowship from the Mississippi Arts Commission).

## Albumok
- 1997: Blues Come Home to Roost
- 2000: What You See
- 2001: Shoot That Thang
- 2005: Chikan Supe
- 2007: Sum Mo Chikan
- 2009: Chikadelic  Winner of 2010 BMA Traditional Blues Album of The Year
- 2010: Welcome to Sunny Bluesville
- 2011: Okiesippi Blues: Watermelon Slim and Super Chikan
- 2015: Organic Chikan, Free Range Rooster

## Díjak
- Living Blues: kritikusok díja (5)
- 1998: W. C. Handy Award: jelölés
- 2004: Mississippi Governor's Award: »Kiváló Művész«
- 2010: Blues Music Award: Az év legjobb hagyományos blues albuma